# Ботанический сад (Анкара)
Ботанический сад Анкары (тур. Ankara Botanik Parkı) — парк в районе Чанкая, Анкара.

## Информация
В парке растут многие виды деревьев и кустарников специально посаженных на этой территории, из-за чего он и получил своё название. Парк был основан в 1970 году. Одна из аллей парка представляет собой розарий. На зелёную территорию приходится 46,2 тыс. м², на твёрдую почву 15 532 м² и 1330 м² на озёра. В парке расположена цветочная оранжерея, которую построил известный архитектор[кто?].
С 26 августа 1989 года в парке находится мемориал «Колокол Мира», посвящённый жертвам атомных бомбардировок Хиросимы и Нагасаки. По обеим сторонам беседки, где установлен колокол, расположены скульптуры ангорских коз, одного из символов Анкары.
Рядом с парком расположена башня Атакуле.